# David Ball (Musiker, 1953)

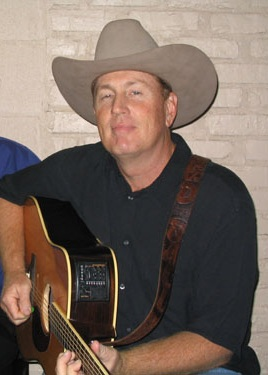
David Ball

David Ball (* 9. Juli 1953 in Rock Hill, South Carolina) ist ein US-amerikanischer Country-Sänger und Songwriter.

## Leben

### Anfänge
David Ball wuchs als Sohn eines baptistischen Priesters und einer Berufsmusikerin in Rock Hill, der südlichen Vorstadt von Charlotte (North Carolina) auf. Als Junge spielte er Ukulele, wechselte aber mit zwölf Jahren zur Gitarre. Nach der High School zog er mit seinen Jugendfreunden Walter Hyatt und Champ Hood nach Nashville und gründete mit den beiden eine Musikformation namens Uncle Walt's Band. Da ihnen wenig Erfolg beschieden war, versuchten sie ihr Glück in Austin (Texas).
Dort arbeiteten sie als Musiker und gaben bekannte Folk- und Countryklassiker zum Besten, nebenbei schrieb David seine eigenen Stücke. Er spielte Bassgitarre, arbeitete als Gesangsvokalist und sang in Hintergrundchören professioneller Interpreten. In der texanischen Country-Metropole Austin, wo viele Stars der unabhängigen Country-Szene ihre Platten aufnehmen, boten sich jungen Leuten gute Chancen, an ihrer Karriere zu arbeiten.
Davids Band spielte gemeinsam mit dem aufstrebenden Sänger Lyle Lovett in gut besuchten Dancehalls und veröffentlichte drei erfolgreiche Independent-Alben, ehe sie sich im Jahre 1983 auflöste. Von nun an verfolgte David Ball seine eigene Karriere.

### Karriere
Während der 1980er Jahre schlug er sich als Sänger in Nashville durch und erhielt nach seinem ersten Deal mit RCA 1994 den lang ersehnten Plattenvertrag mit dem Warner-Label. Das Album Thinkin' Problem steckte voller überwiegend von ihm selbst geschriebener Honky-Tonk-Songs und war ein echter Verkaufsschlager.
Das Album erlangte Platin-Status und produzierte drei Hitsingles, davon gelangten zwei in die Top-10. 1995 wurde er für den „Male Vocalist of the Year“ nominiert.
Nach einem leichten Karriereknick brachte er bei Warner das ebenfalls traditionell gehaltene Album Starlite Lounge heraus, 1999 veröffentlichte er wieder bei Warner Play, das mit dem „Music City Shine“ ausgezeichnet wurde, aber wie sein Vorgänger keine großen Kreise zog.
2001 gelang ihm mit dem bei Dual Tone erschienenen Album Amigo das große Comeback. Der Hit Riding With Private Malone eroberte die Nummer 2 der Country-Single-Charts. 2004 erschien bei Wildcatter Records das Album Freewheeler, 2007 veröffentlichte er Heartaches by the Number (Shanachie Records).
David Ball gilt als Neo-Traditionalist, der texanische Country-Musik im modernen Gewand präsentiert.

## Diskografie

### Alben
| Jahr | Titel            | Höchstplatzierung, Gesamtwochen, AuszeichnungChartplatzierungen (Jahr, Titel, Platzierungen, Wochen, Auszeichnungen, Anmerkungen) | Höchstplatzierung, Gesamtwochen, AuszeichnungChartplatzierungen (Jahr, Titel, Platzierungen, Wochen, Auszeichnungen, Anmerkungen) | Anmerkungen |
| Jahr | Titel            | US | Country | Anmerkungen |
| ---- | ---------------- | --- | --- | ----------- |
| 1994 | Thinkin’ Problem | US53 Platin · (55 Wo.)US | Country6 (70 Wo.)Country |             |
| 1996 | Starlite Lounge  | — | Country44 (4 Wo.)Country |             |
| 1999 | Play             | — | Country60 (4 Wo.)Country |             |
| 2001 | Amigo            | US120 (15 Wo.)US | Country11 (35 Wo.)Country |             |

Weitere Alben
- 1989: David Ball (erst 1994 veröffentlicht)
- 2004: Freewheeler
- 2007: Heartaches by the Number
- 2010: Sparkle City
- 2011: The Greatest Christmas (David Ball & The Pioneer Playboys)

### Kompilationen
- 2000: Super Hits

### Singles
| Jahr | Titel Album                                                 | Höchstplatzierung, Gesamtwochen, AuszeichnungChartplatzierungen (Jahr, Titel, Album, Platzierungen, Wochen, Auszeichnungen, Anmerkungen) | Höchstplatzierung, Gesamtwochen, AuszeichnungChartplatzierungen (Jahr, Titel, Album, Platzierungen, Wochen, Auszeichnungen, Anmerkungen) | Anmerkungen |
| Jahr | Titel Album                                                 | US | Country | Anmerkungen |
| ---- | ----------------------------------------------------------- | --- | --- | ----------- |
| 1988 | Steppin’ Out David Ball                                     | — | Country46 (10 Wo.)Country |             |
| 1988 | You Go, You’re Gone David Ball                              | — | Country55 (7 Wo.)Country |             |
| 1989 | Gift of Love David Ball                                     | — | Country64 (4 Wo.)Country |             |
| 1994 | Thinkin’ Problem                                            | US40 (12 Wo.)US | Country2 (20 Wo.)Country |             |
| 1994 | When the Thought of You Catches Up with Me Thinkin’ Problem | — | Country7 (20 Wo.)Country |             |
| 1995 | Look What Followed Me Home Thinkin’ Problem                 | — | Country11 (20 Wo.)Country |             |
| 1995 | What Do You Want with His Love Thinkin’ Problem             | — | Country48 (10 Wo.)Country |             |
| 1995 | Honky Tonk Healin’ Thinkin’ Problem                         | — | Country50 (9 Wo.)Country |             |
| 1996 | Circle of Friends Starlite Lounge                           | — | Country49 (9 Wo.)Country |             |
| 1996 | Hangin’ In and Hangin’ On Starlite Lounge                   | — | Country67 (3 Wo.)Country |             |
| 1999 | Watching My Baby Not Coming Back Play                       | — | Country47 (10 Wo.)Country |             |
| 1999 | I Want to with You Play                                     | — | Country67 (1 Wo.)Country |             |
| 2001 | Riding with Private Malone Amigo                            | US36 (20 Wo.)US | Country2 (22 Wo.)Country |             |
| 2004 | Louisiana Melody Freewheeler                                | — | Country60 (1 Wo.)Country |             |

Weitere Singles
- 1996: I’ll Never Make It Through This Fall
- 2002: She Always Talked About Mexico
- 2002: Whenever You Come Back to Me
- 2005: Happy with the One I've Got
- 2005: Too Much Blood in My Alcohol Level
- 2010: Hot Water Pipe